# Jean-Marie Beaudet
Pour les articles homonymes, voir Beaudet.
Jean-Marie Beaudet, né le 20 février 1908 à Thetford Mines et mort le 19 mars 1971 à Ottawa, est un chef d'orchestre, organiste, pianiste, producteur de radio et professeur de musique québécois.

## Biographie
Jean-Marie Beaudet était le frère du pianiste Pierre Beaudet. Jean-Marie a commencé ses études musicales au collège de Lévis où il étudia le piano et l'orgue avec l'abbé Alphonse Tardif. Il poursuivit ses études instrumentales avec Henri Gagnon et Robert Talbot à l'École de Musique de l'Université Laval où il a obtenu un baccalauréat en 1928.
En 1929, il a remporté le prestigieux Prix d'Europe de l'orgue, un prix qui lui a donné les fonds nécessaires pour poursuivre ses études en France de 1929 à 1932. Il a étudié avec Pierre Lucas au Conservatoire américain de Fontainebleau et Louis Aubert (harmonie), Marcel Dupré (orgue) et Yves Nat (piano) au Conservatoire de Paris.

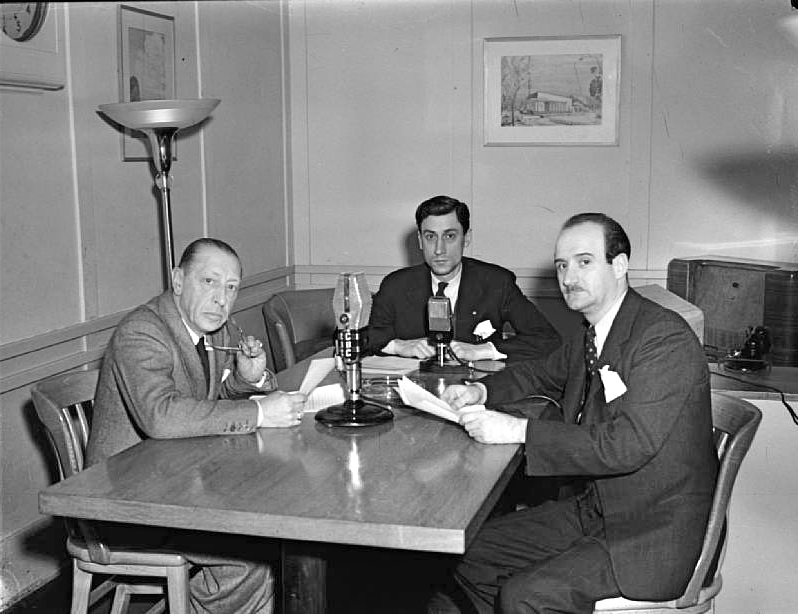
De gauche à droite : Igor Stravinsky, Roger Baulu et Jean-Marie Beaudet dans un studio de Radio-Canada à Montréal en 1945

En 1932, Jean-Marie Beaudet revint au Québec pour occuper le poste d'organiste à l'église Saint-Dominique à Québec et se joindre à l'École de musique de l'université Laval. il fut en parallèle, pianiste et chef d'orchestre de concert. Entre 1935 et 1937, il a fait plusieurs apparitions avec l'orchestre symphonique de Montréal (OSM) sous la direction de Wilfrid Pelletier. En 1937, il joua avec l'orchestre symphonique de Québec. La même année, Jean-Marie Beaudet rejoignit le personnel de la Société Radio-Canada où il a occupé divers postes jusqu'en 1947. Il fut directeur des programmes pour la région de Québec, superviseur de la musique nationale et directeur des programmes pour le réseau francophone. Il fut le représentant de Radio-Canada à Paris de 1957 à 1959.
Le 13 mai 1946, il dirigea l'orchestre philharmonique tchèque, lors du Festival du Printemps de Prague. La même année, il remporte un succès en jouant du Claude Debussy dans la salle de concert de l'Ermitage du Collège de Montréal.
En 1947, il quitte Radio-Canada et devint professeur de musique au Conservatoire de musique de Montréal et à l'École de musique Vincent-d'Indy.
En 1949, il dirigea les représentations de Tosca de Giacomo Puccini aux Festivals de Montréal.
En 1951, il a été engagé par la Société Radio-Canada pour diriger les représentations du Faust de Charles Gounod. Il dirigea l'Orchestre symphonique de Montréal, l'Orchestre symphonique de Québec, l'Orchestre symphonique de Vancouver, l'Orchestre symphonique de Winnipeg ainsi que l'orchestre symphonique de la Société Radio-Canada.
En 1969, le Centre national des Arts d'Ottawa annonça la formation d'un nouvel orchestre, dénommé l'Orchestre du Centre national des arts (OCNA). Cet orchestre symphonique fut dirigé par Jean-Marie Beaudet jusqu'à sa mort survenue à Ottawa le 19 mars 1971.
En 1988, le Conseil des Arts du Canada créa le "Prix Jean-Marie-Beaudet", pour récompenser les jeunes chefs d'orchestre.